# Sundagrapha lepidata
Sundagrapha lepidata är en fjärilsart som beskrevs av Louis Beethoven Prout 1916. Sundagrapha lepidata ingår i släktet Sundagrapha och familjen mätare. Inga underarter finns listade i Catalogue of Life.